# Grand Prix d'été de combiné nordique 2012
Navigation
2011 2013
L'édition 2012 du Grand Prix d'été de combiné nordique s'est déroulée en quatre réunions, de fin juillet à fin août 2012. Elle a été remportée par l'Autrichien Bernhard Gruber.
Les épreuves ont commencé à Sotchi, en Russie, se sont poursuivies à Oberwiesenthal, en Allemagne, et à Predazzo, sur le domaine du Val di Fiemme, en Italie, pour s'achever en Allemagne, à Oberstdorf.
| \| Sotchi Oberwiesenthal Predazzo Oberstdorf \| Les quatre sites des compétitions |
| Sotchi Oberwiesenthal Predazzo Oberstdorf                                         |

## Calendrier
| 1. Sotchi          |                                         |                                                 |                                           |                                          |                              |
| Date               | Épreuve                                 | Vainqueur                                       | Deuxième                                  | Troisième                                | Leader du Grand Prix         |
| 21 juillet 2012    | Gundersen – HS140 – 10 km               | Bernhard Gruber                                 | Todd Lodwick                              | Akito Watabe                             | Bernhard Gruber              |
| 22 juillet 2012    | Gundersen – HS140 – 10 km               | Todd Lodwick                                    | Bernhard Gruber                           | Tomaz Druml                              | Bernhard Gruber Todd Lodwick |
| 2. Oberwiesenthal  |                                         |                                                 |                                           |                                          |                              |
| Date               | Épreuve                                 | Vainqueur                                       | Deuxième                                  | Troisième                                | Leader du Grand Prix         |
| 25 août 2012       | Sprint par équipes – HS106 – 2 × 7,5 km | France II- François Braud - Jason Lamy-Chappuis | Autriche I- Tomaz Druml - Bernhard Gruber | Slovénie- Gašper Berlot - Marjan Jelenko | Bernhard Gruber              |
| 26 août 2012       | Gundersen – HS106 – 10 km               | Bernhard Gruber                                 | Miroslav Dvořák                           | Gašper Berlot                            | Bernhard Gruber              |
| 3. Predazzo        |                                         |                                                 |                                           |                                          |                              |
| Date               | Épreuve                                 | Vainqueur                                       | Deuxième                                  | Troisième                                | Leader du Grand Prix         |
| 29 août 2012       | Gundersen – HS138 – 10 km               | Magnus Moan                                     | Mario Stecher                             | Bernhard Gruber                          | Bernhard Gruber              |
| 4. Oberstdorf      |                                         |                                                 |                                           |                                          |                              |
| Date               | Épreuve                                 | Vainqueur                                       | Deuxième                                  | Troisième                                | Leader du Grand Prix         |
| 31 août 2012       | Gundersen – HS137 – 10 km               | Johannes Rydzek                                 | Bernhard Gruber                           | Eric Frenzel                             | Bernhard Gruber              |
| 1er septembre 2012 | Gundersen – HS137 – 15 km               | Johannes Rydzek                                 | Bernhard Gruber                           | Akito Watabe                             | Bernhard Gruber              |

## Déroulement de la compétition

### Sotchi, 21 juillet
Sur le futur site olympique, le concours de saut est remporté par l'autrichien Bernhard Gruber devant les japonais Akito Watabe et Hideaki Nagai.
Lors de l'épreuve de fond, l'américain Todd Lodwick, parti septième avec un handicap de quarante secondes, réalise le meilleur temps en ski de fond et dépasse tous les concurrents partis avant lui, mis à part Gruber, qui réussit à maintenir son avantage et remporte l'épreuve. Akito Watabe complète le podium.
La page du site de la FIS consacrée à la compétition du 21 juillet

### Sotchi, 22 juillet
Le concours de saut du 22 juillet, remporté comme la veille par l'autrichien Bernhard Gruber, confirme la bonne forme de l'équipe japonaise : ses cinq membres sont classés parmi les dix premiers.
Mais l'épreuve de ski de fond couronnera l'américain Todd Lodwick : parti cinquième, avec un handicap plus faible que la veille, il s'impose en effectuant le meilleur temps en fond devant les autrichiens Gruber et Druml.
La page du site de la FIS consacrée à la compétition du 22 juillet

### Oberwiesenthal, 25 août
L'unique épreuve de sprint par équipes de la compétition voit son concours de saut largement dominé par les paires allemandes, qui concourent à domicile : les trois équipes allemandes occupent les trois premières places. Les équipes japonaises et françaises se partagent les cinq places suivantes.
L'épreuve de ski de fond voit la paire française François Braud/Jason Lamy-Chappuis s'imposer devant le tandem autrichien Tomaz Druml & Bernhard Gruber, parti douzième avec un handicap de 1 minute 14 secondes, et le duo slovène Gašper Berlot & Marjan Jelenko, parti immédiatement après. La meilleure performance en fond est celle de la paire autrichienne arrivée deuxième.
La page du site de la FIS consacrée à la compétition du 25 août

### Oberwiesenthal, 26 août
C'est le slovène Marjan Jelenko, récent vainqueur de la coupe continentale, qui remporte le concours de saut du 26 août, devant le français Maxime Laheurte et le japonais Akito Watabe.
Lors du dernier tour de l'épreuve de fond, l'autrichien Bernhard Gruber parviendra à s'extraire d'un groupe d'environ dix coureurs pour aller chercher la victoire. Seuls le tchèque Dvořák et le slovène Berlot, classés treizième et neuvième à l'issue du concours de saut, réussiront à faire de même : ils complètent le podium. L'Autrichien Tomaz Druml réalise la meilleure performance en fond, mais termine seulement vingt-neuvième en raison d'un piètre résultat en saut.
Bernhard Gruber conforte donc sa première place au classement général, d'autant que son challenger, l'américain Todd Lodwick, n'a pas pris part aux compétitions du week-end.
Au classement de la coupe des nations, l'Autriche mène devant le Japon et l'Allemagne.

La page du site de la FIS consacrée à la compétition du 26 août

### Predazzo, 29 août
Lors d'une compétition très disputée (le dixième concurrent n'ayant qu'un handicap de trente-quatre secondes sur le premier), le leader du classement, l'autrichien Bernhard Gruber, remporte le concours de saut devant les deux français Maxime Laheurte & Jason Lamy-Chappuis et les deux frères japonais Akito & Yoshito Watabe.

L'épreuve de fond, disputée devant un public nombreux dans le centre-ville de Predazzo, verra la victoire d'un concurrent parti vingt-quatrième, avec un handicap d'une minute et seize secondes : le norvégien Magnus Moan. Celui-ci réalise le meilleur temps en fond et réussit à parcourir les dix kilomètres en 24 minutes 47 secondes, précédant d'une demi-seconde le vétéran autrichien Mario Stecher. Ce dernier, parti sept secondes plus tôt que le vainqueur, n'aura pas réussi à conserver son maigre avantage. Le leader du classement, Bernhard Gruber, complète le podium après avoir parcouru la distance en 26 minutes et sept secondes : il a mené la course seul en tête durant les trois premiers tours de circuit, mais s'est ensuite fait rejoindre par un groupe formé de Magnus Moan, de Mario Stecher et de l'allemand Johannes Rydzek.

Bernhard Gruber conforte néanmoins sa place de leader du Grand Prix.

La page du site de la FIS consacrée à la compétition du 29 août

### Oberstdorf, 31 août
Le concours de saut est remporté par le Japonais Yoshito Watabe, seul à effectuer un meilleur saut que le leader du classement, l'Autrichien Bernhard Gruber. Les trois places suivantes sont occupées par des allemands : Johannes Rydzek, Eric Frenzel et Tobias Simon ont eu des performances comparables lors de ce concours.
L'épreuve de fond verra la victoire de Johannes Rydzek, le régional de l'étape et vainqueur du classement général des deux éditions précédentes : il devance Bernhard Gruber de douze secondes sept centièmes. La troisième place est occupée par Eric Frenzel : parti avec un handicap raisonnable de 26 secondes, il a réussi à contenir le retour du Français Jason Lamy-Chappuis, pourtant doté d'un handicap d'une minute huit secondes qui l'avait fait prendre le départ en dixième position. L'effort que fournit Eric Frenzel pour conserver sa troisième place fut tel qu'en raison de son épuisement il ne put prendre part à la cérémonie protocolaire. Le meilleur temps de l'épreuve de fond fut celui du tchèque Miroslav Dvořák : parti trente-deuxième avec un handicap de deux minutes quinze secondes, il terminera sixième.
Bernhard Gruber conforte sa place de leader du Grand Prix. En revanche, la deuxième place est désormais occupée par le Japonais Akito Watabe : lui-même et le Tchèque Miroslav Dvořák, désormais troisième, ont réussi à devancer au classement l'Américain Todd Lodwick, vainqueur de la course du 22 juillet à Sotchi, et qui n'a plus participé depuis lors aux courses du Grand Prix.

### Oberstdorf,1erseptembre
L'épreuve de saut, au format original (son classement est établi sur deux sauts), est remportée de justesse par le leader du classement général, l'Autrichien Bernhard Gruber. Il devance d'une courte tête le Japonais Akito Watabe et l'Allemand Johannes Rydzek : ces trois coureurs partiront loin devant les autres concurrents — le quatrième concurrent, le Japonais Tahei Kato, s'élancera avec un handicap de vingt-huit secondes. Le fait que l'épreuve de saut se déroule sur deux sauts a amplifié les écarts.

La course de fond a elle aussi un format inhabituel : elle se déroule sur quinze kilomètres, ce qui est une première. Le podium sera composé de l'Allemand Johannes Rydzek, qui ré-édite sa performance de la veille en remportant l'épreuve, devant l'Autrichien Bernhard Gruber et le Japonais Akito Watabe. Le Français Geoffrey Lafarge réalise la meilleure performance lors de l'épreuve de fond.

L'édition 2012 du Grand Prix d'été est donc remportée par l'Autrichien Bernhard Gruber, devant le Japonais Akito Watabe et l'Allemand Johannes Rydzek.
La coupe des nations est remportée par l'Autriche.

La page du site de la FIS consacrée à la compétition du 1er septembre

La journée du 1er septembre a aussi donné lieu à deux compétitions réservées aux juniors, l'une remportée par le Finlandais Wille Karhumaa, l'autre par le Slovène Vid Vrhovnik.

## Classement
| Rang | Athlète             | Points |
| ---- | ------------------- | ------ |
| 1.   | Bernhard Gruber     | 565    |
| 2.   | Akito Watabe        | 269    |
| 3.   | Johannes Rydzek     | 250    |
| 4.   | Miroslav Dvořák     | 218    |
| 5.   | Jason Lamy-Chappuis | 201    |
| 6.   | Eric Frenzel        | 197    |
| 7.   | Mario Stecher       | 181    |
| 8.   | Todd Lodwick        | 180    |
| 9.   | Janne Ryynänen      | 178    |
| 10.  | Tomaz Druml         | 166    |